# Architis neblina
Architis neblina là một loài nhện trong họ Pisauridae.
Loài này thuộc chi Architis. Architis neblina được miêu tả năm 2008 bởi Santos & Nogueira.